# Tatra

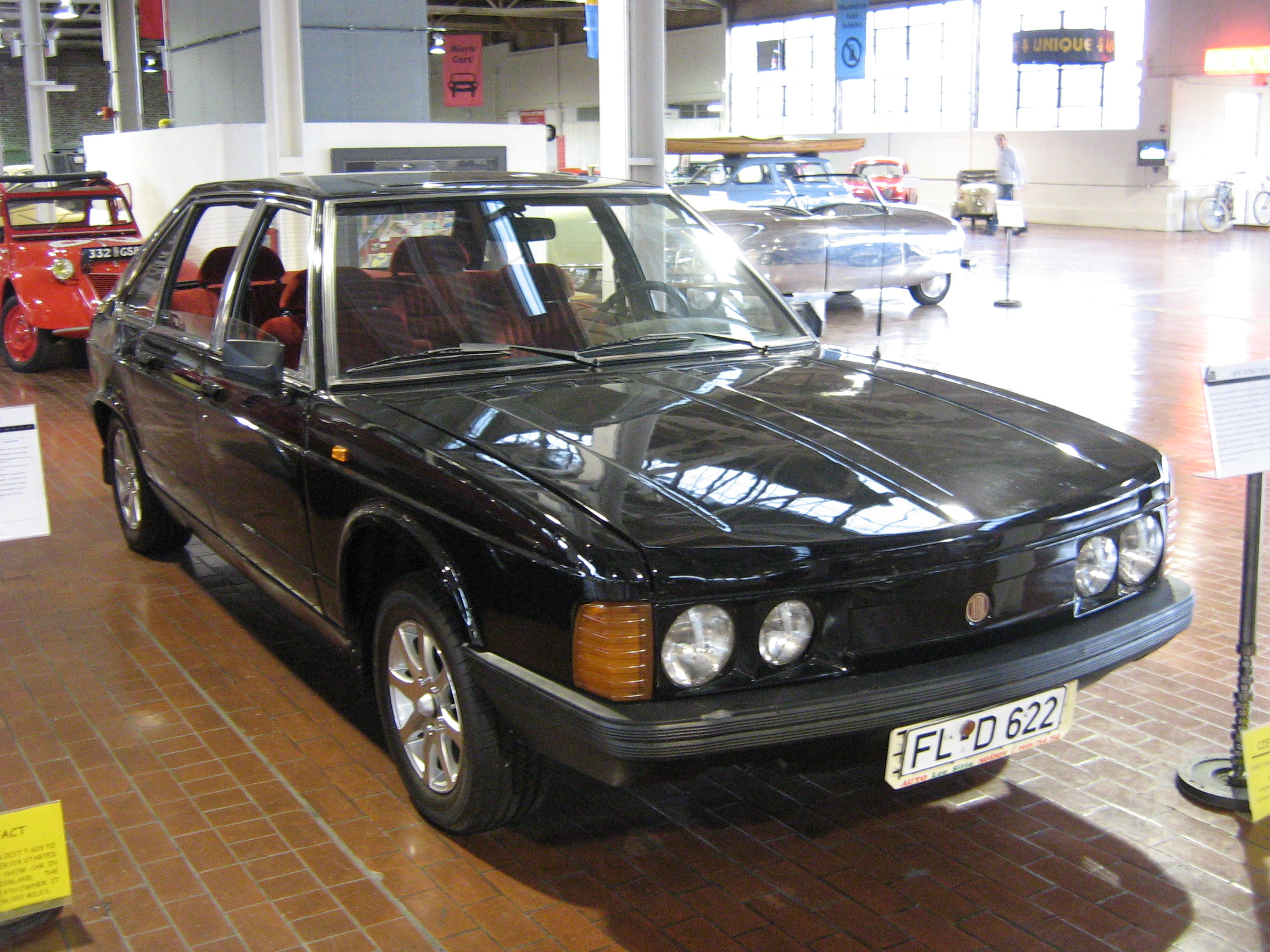
Tatra 613

Tatra, a.s. — чешская компания — производитель транспортных средств со штаб-квартирой в городе Копршивнице.

## История
Фирма была основана в 1850 году Игнацем Шусталой под названием «Schustala & Company». Компания производила коляски и брички. В 1860-х годах фирма имела заводы не только на территории Чехии, но и в Берлине, Вене, Вроцлаве, Киеве и Черновцах.
В 1882 году начала производить железнодорожные вагоны. В 1891 году компания была переименована в «Nesselsdorfer Wagenbau-Fabriksgesellschaft». В 1897 году выпустила первый легковой автомобиль в Центральной Европе и один из первых в мире — «Президент» (чеш. Präsident).
В 1918 году появилось новое название — «Kopřivnická vozovka a.s», а в 1919 году компания начала использовать значок с надписью «Tatra» — в честь горной системы Татры. После Второй мировой войны фирма была национализирована. 
Фирма Tatra производила легковые автомобили класса «люкс» с 1900-х (с 1934 года с задним расположением двигателя с воздушным охлаждением) до 1999 г.. 
Однако основной продукцией Tatra с 1930-х были и остаются тяжелые внедорожные грузовики с оригинальной рамой хребтового типа и независимой подвеской колёс, разработки инженера Ганса Ледвинки. Такая уникальная для мирового автопрома хребтовая рама позволяет строить более прочные и выносливые грузовые автомобили и спецтранспорт, чем аналоги с традиционной несущей рамой лестничного типа. В сочетании с дизельными двигателями воздушного охлаждения (с 2010-х применяются ограниченно из-за экологических ограничений) это позволяет уменьшить собственный вес грузовых автомобилей Tatra и делает их более экономичными. В современную линейку шасси Tatra входят полноприводные шасси с колёсной формулой от 4×4 (двухосные) до 12x12 (шестиосные), хотя наиболее популярными и распространёнными являются трёхосные (6х6) и четырёхосные (8х8) шасси. 
Тяжёлые грузовые автомобили производства Tatra благодаря своей прочной хребтовой раме неоднократно использовались как колёсные носители для различной тяжёлой военной техники (например, 152-мм самоходная пушка-гаубица vz.77 «Дана»), а также как транспортные средства военного назначения. 
15 марта 2013 года компания была продана на аукционе компании Truck Development, принадлежащей Марэку Галвасу (чеш. Marek Galvas), за 176 млн крон.
По итогам 2016 года компания получила чистую прибыль 390 млн крон, при выручке 3,7 млрд крон.
Автомобили «Tatra» — неоднократные победители Ралли Дакар. В 2016 году Tatra увеличила производство на 56% и продала 1312 автомобилей. В 2021 году автопроизводитель продал 1277 автомобилей.
| Объём производства грузовых автомобилей | Объём производства грузовых автомобилей         |
| Год                                     | Объём производства гражданских автомобилей, шт. |
| --------------------------------------- | ----------------------------------------------- |
| 1998                                    | 1473                                            |
| 1999                                    | 1209                                            |
| 2000                                    | 1686                                            |
| 2001                                    | 1551                                            |
| 2002                                    | 1761                                            |
| 2003                                    | 1439                                            |
| 2004                                    | 1654                                            |
| 2005                                    | 1497                                            |
| 2006                                    | 1511                                            |
| 2007                                    | 2431                                            |
| 2008                                    | 2252                                            |
| 2009                                    | 808                                             |
| 2010                                    | 931                                             |
| 2011                                    | 702                                             |
| 2012                                    | 496                                             |
| 2013                                    | 763                                             |
| 2014                                    | 821                                             |
| 2015                                    | 858                                             |
| 2017                                    | 1338                                            |
| 2018                                    | 841                                             |
| 2019                                    | 1283                                            |
| 2020                                    | 1186                                            |
| 2021                                    | 1277                                            |

## Галерея

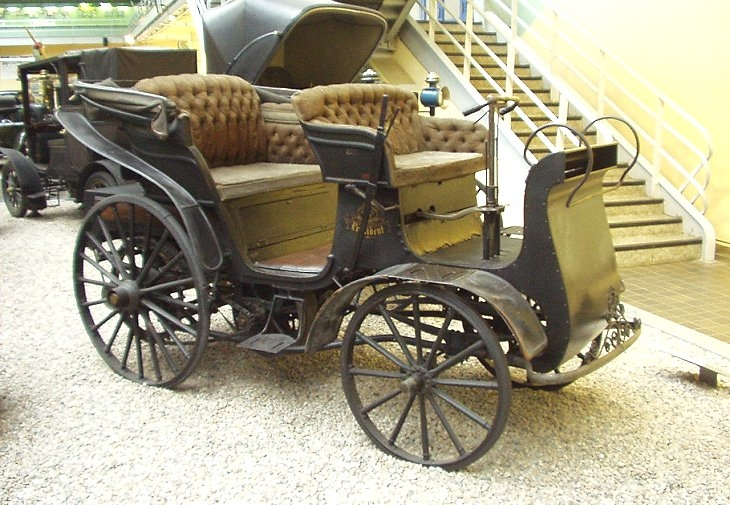
Президент
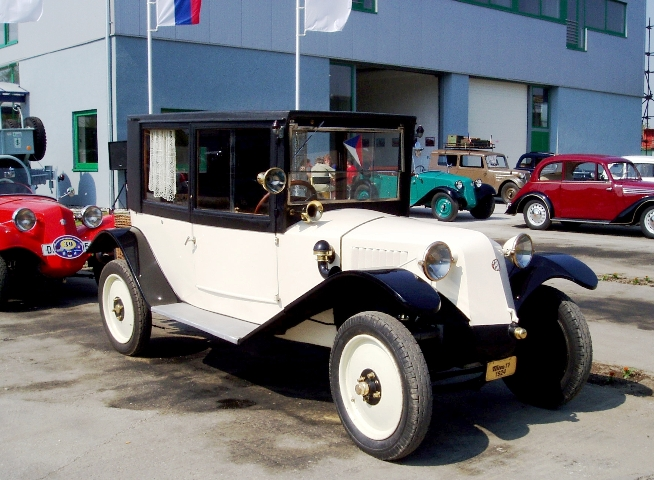
Tatra 11
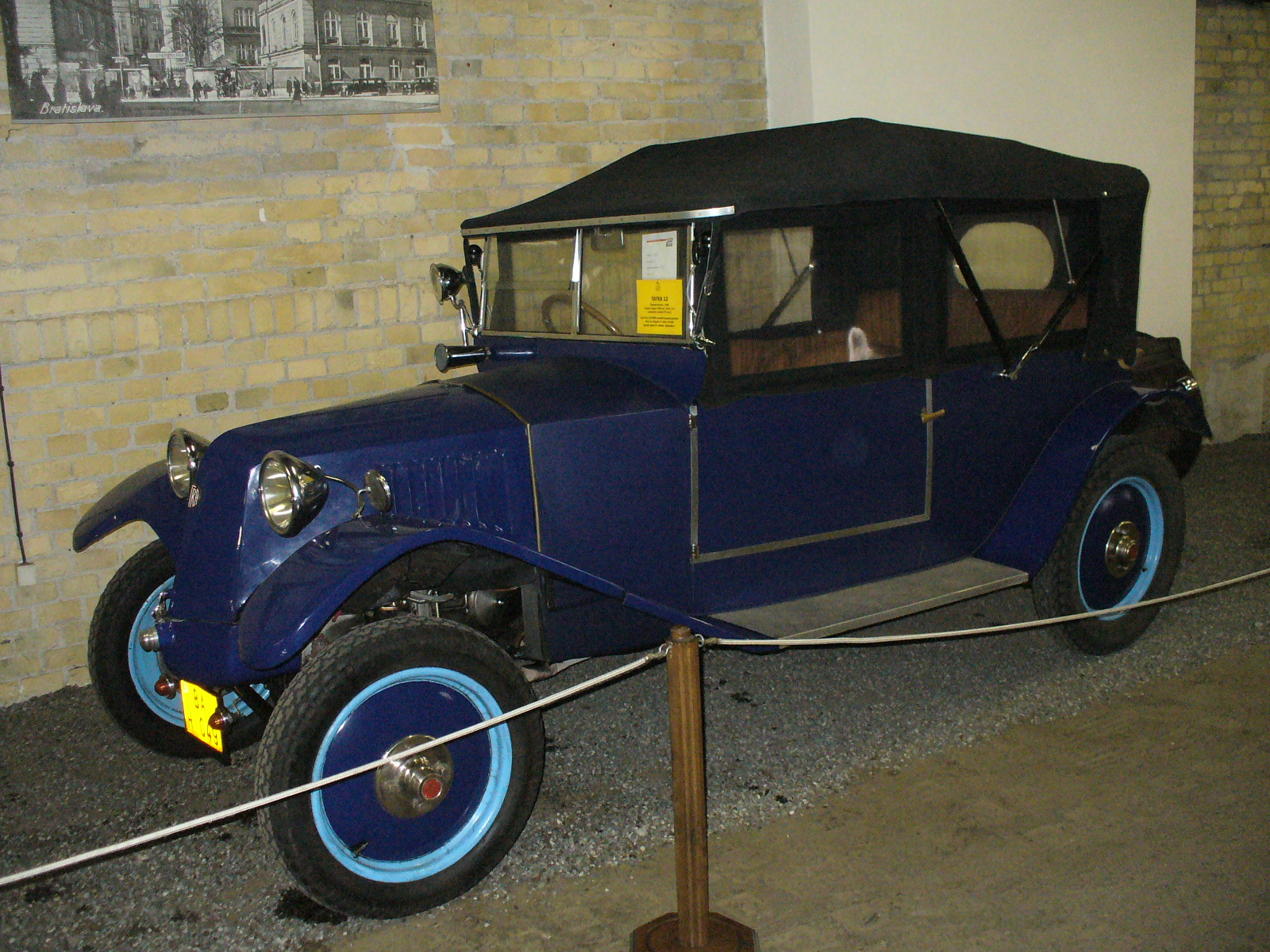
Tatra 12
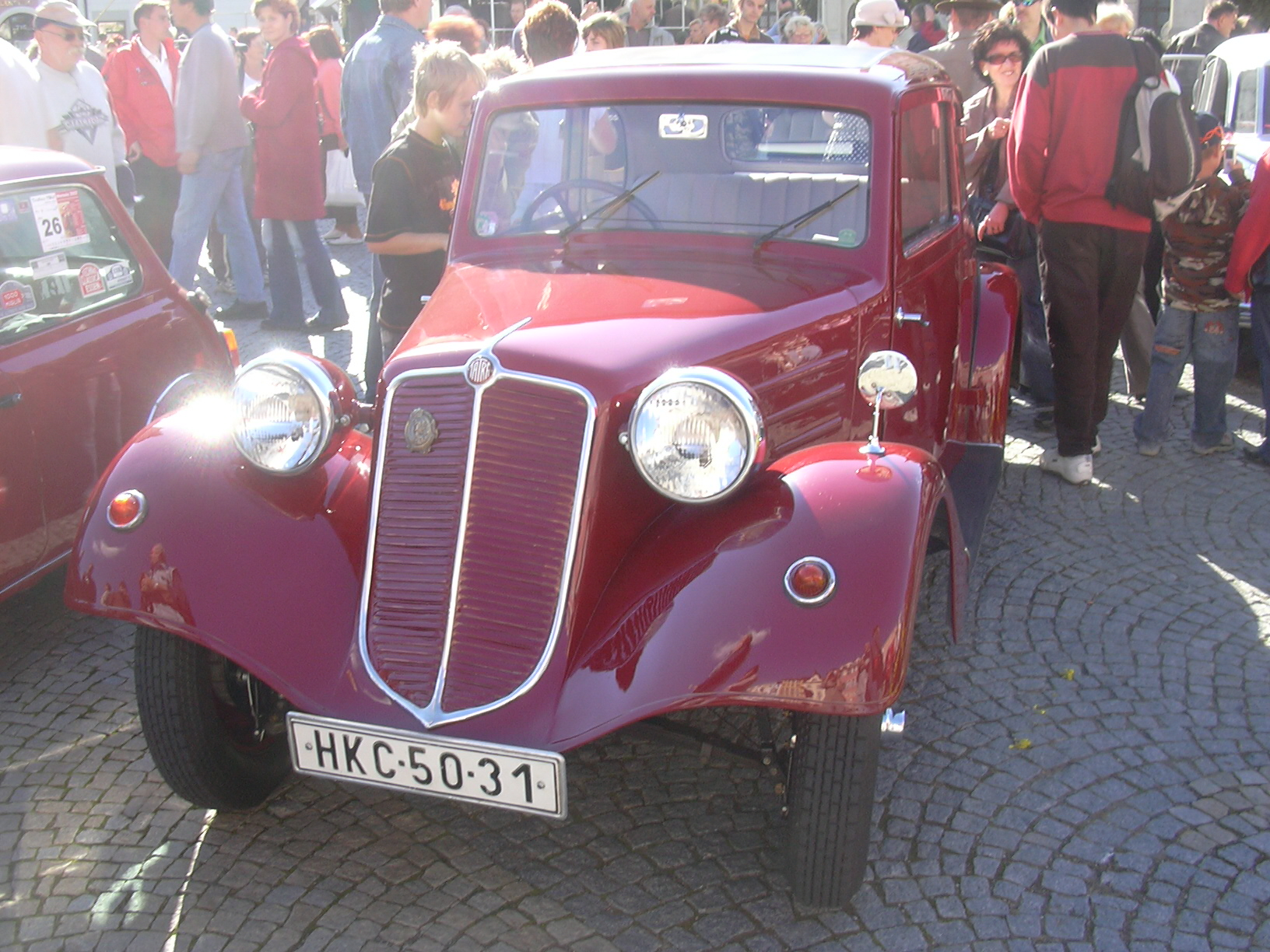
Tatra 57
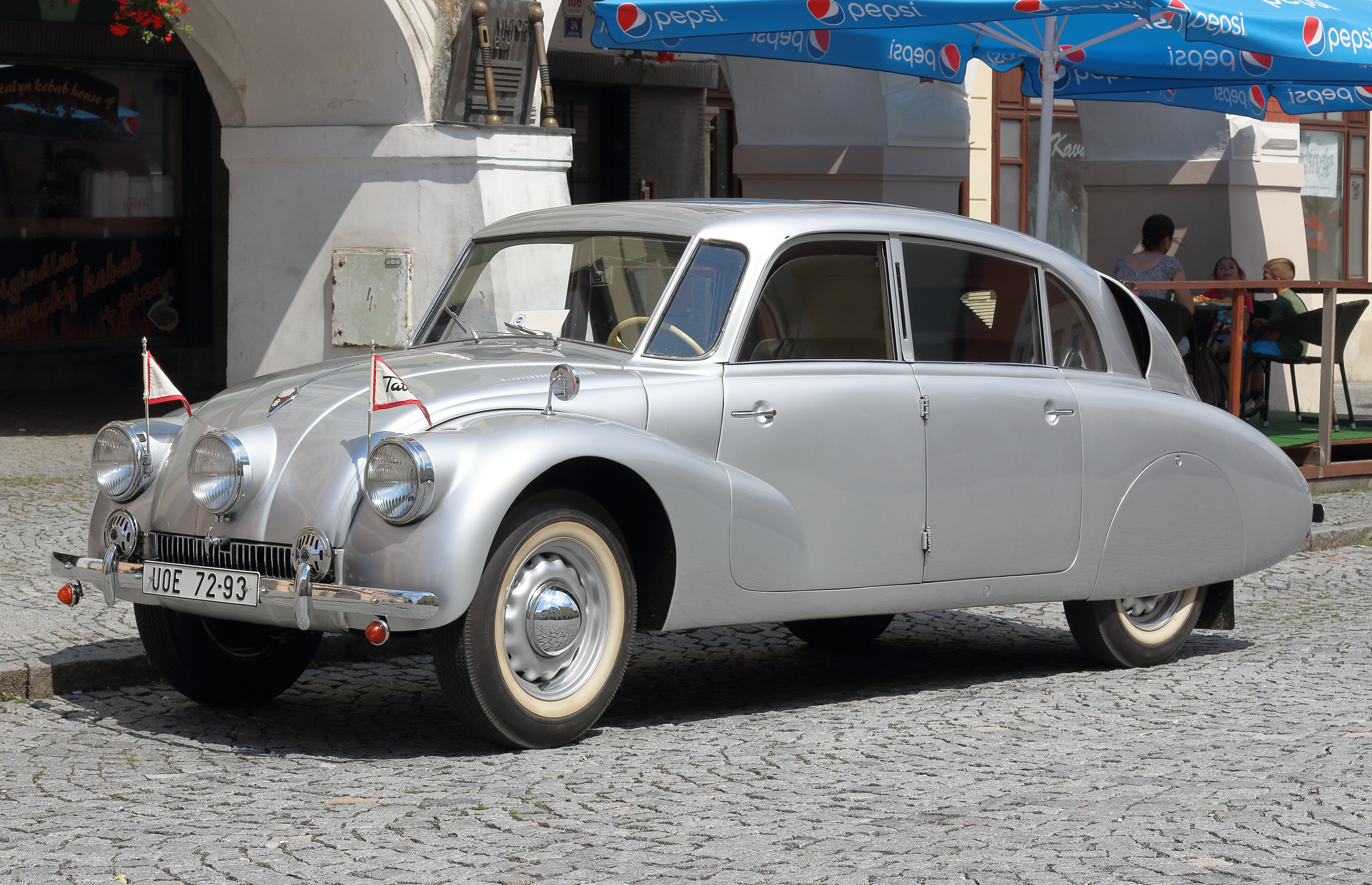
Tatra 87
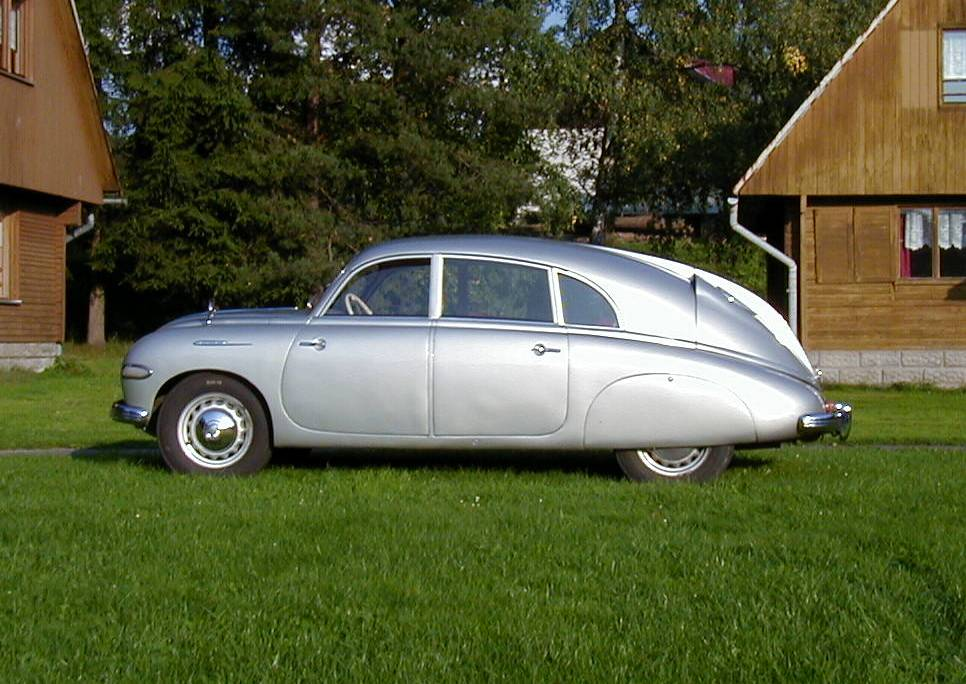
Tatra 600
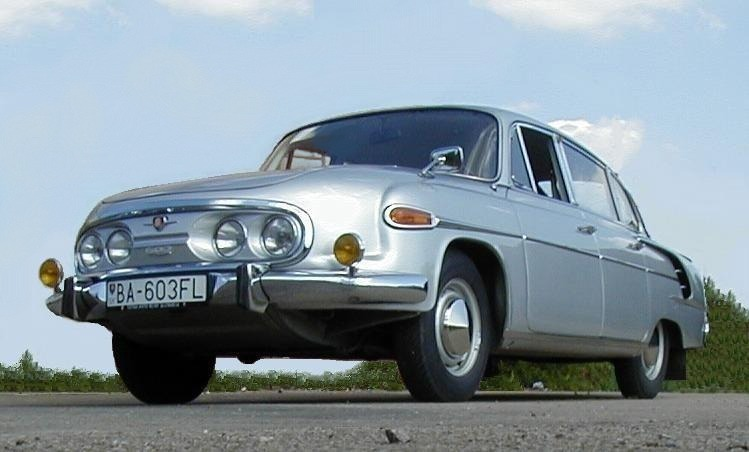
Tatra 603
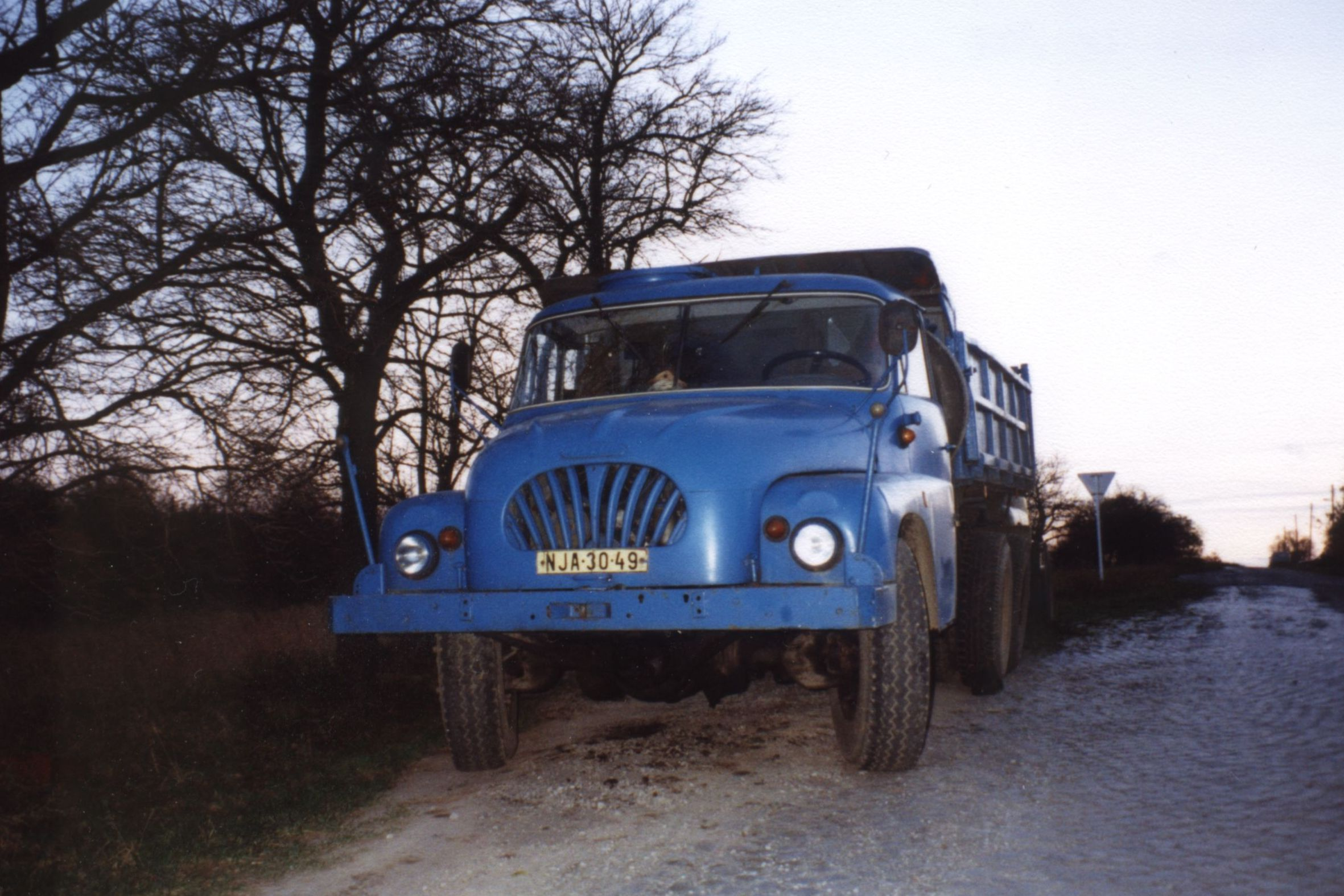
Tatra 138
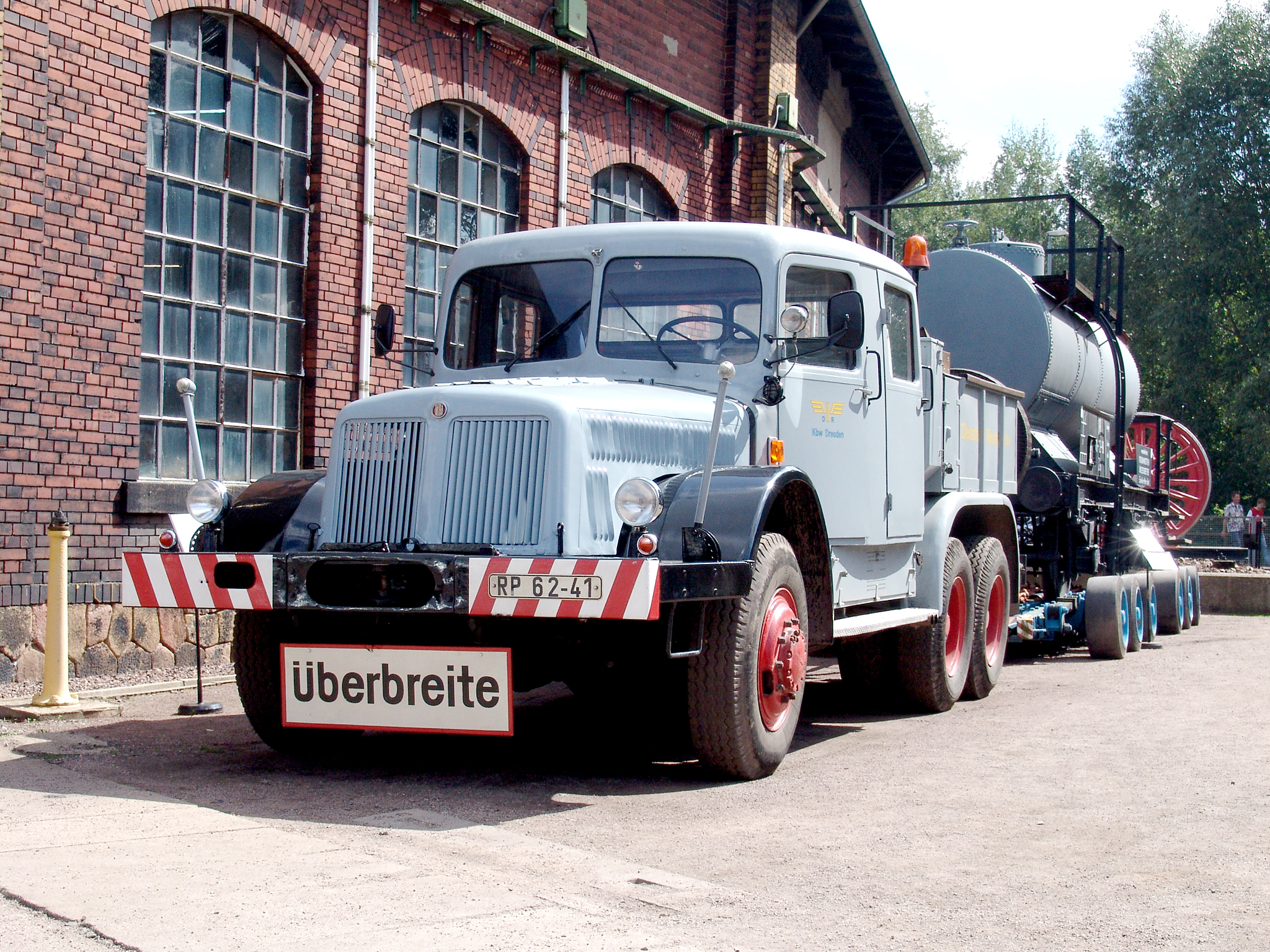
Tatra T 141
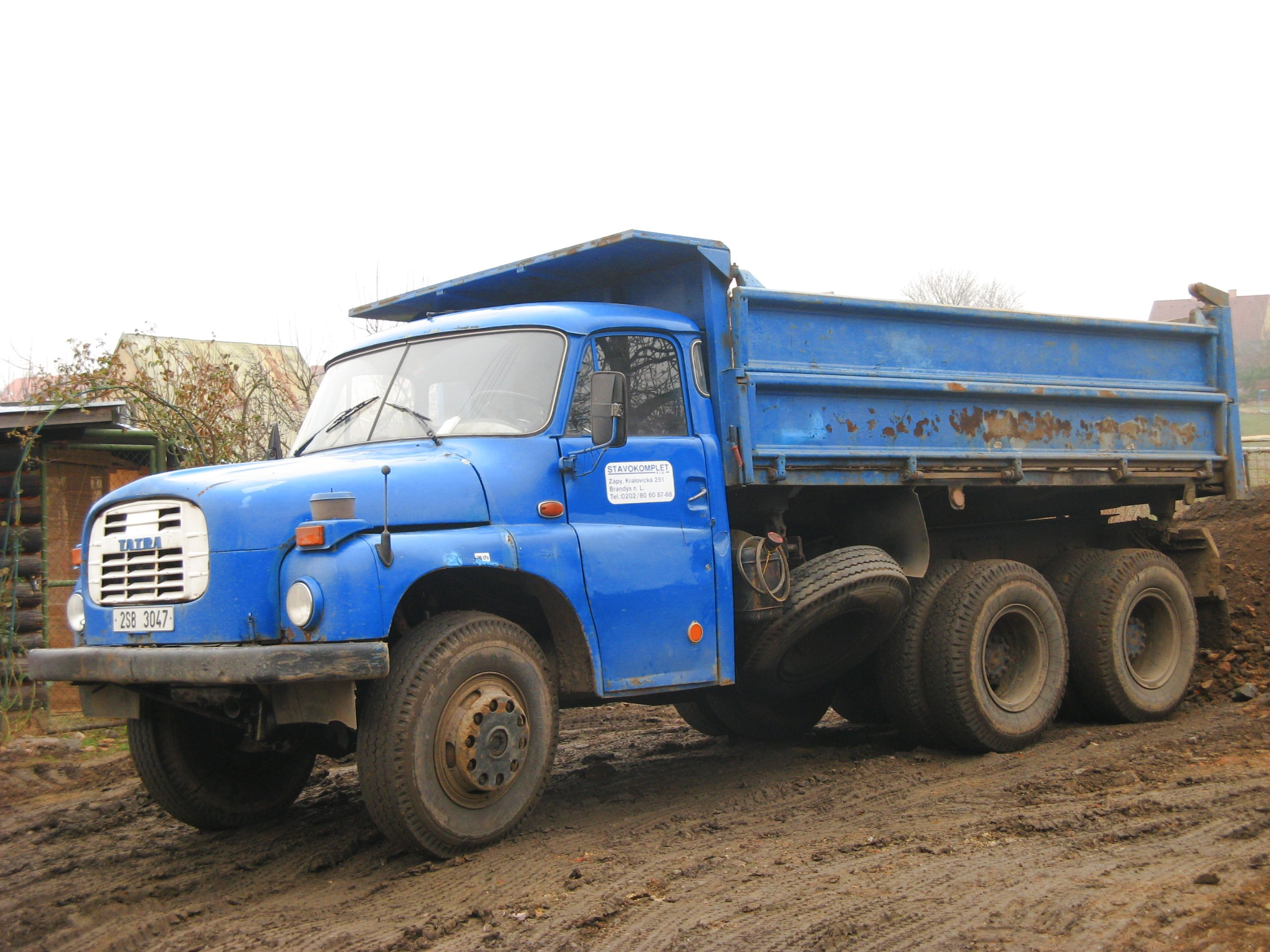
Tatra 148
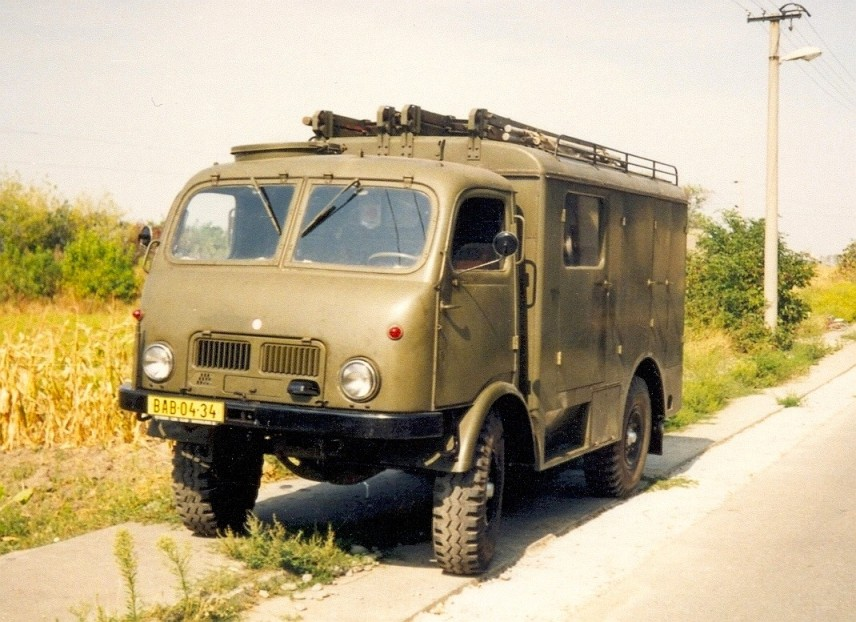
Tatra 805
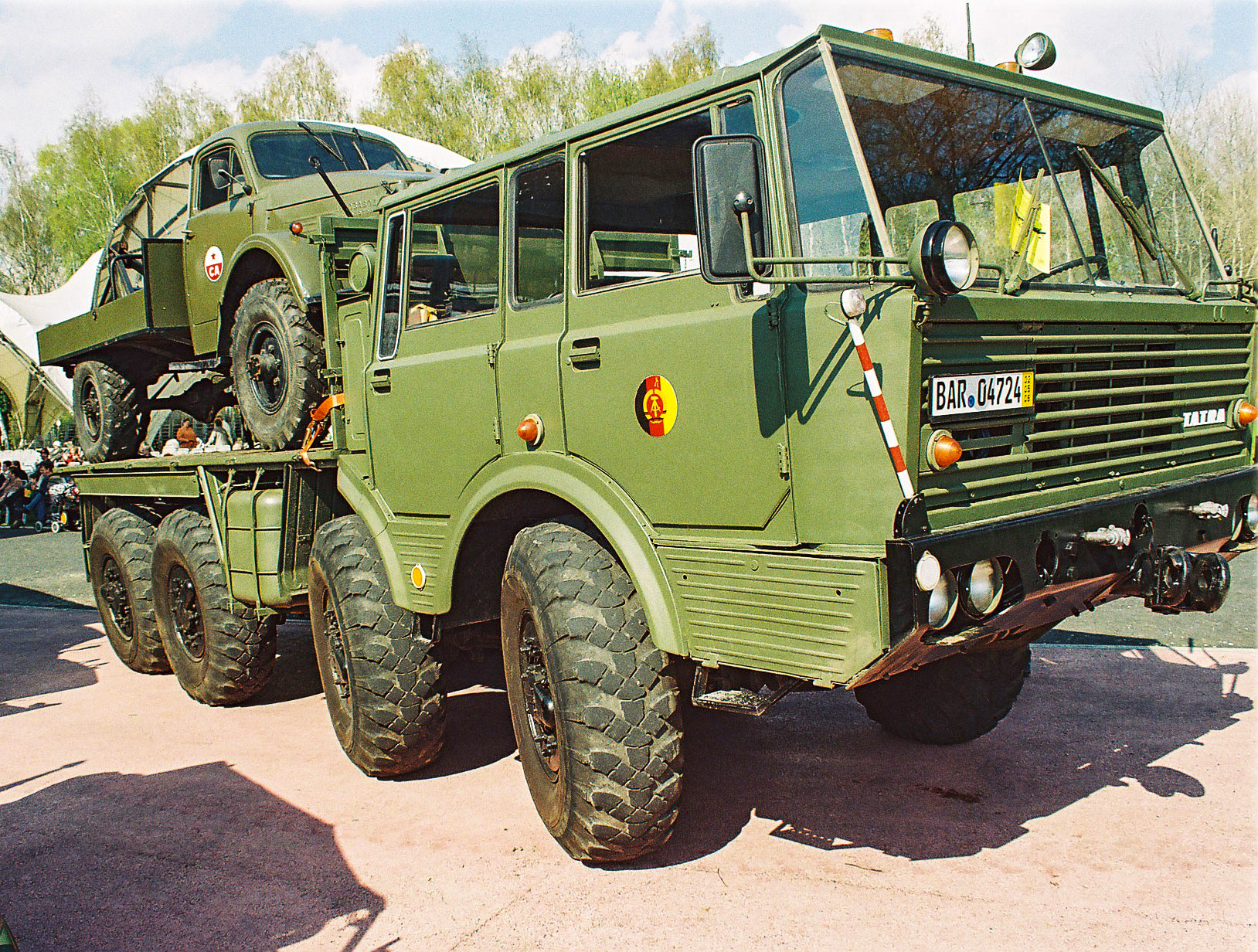
Tatra 813
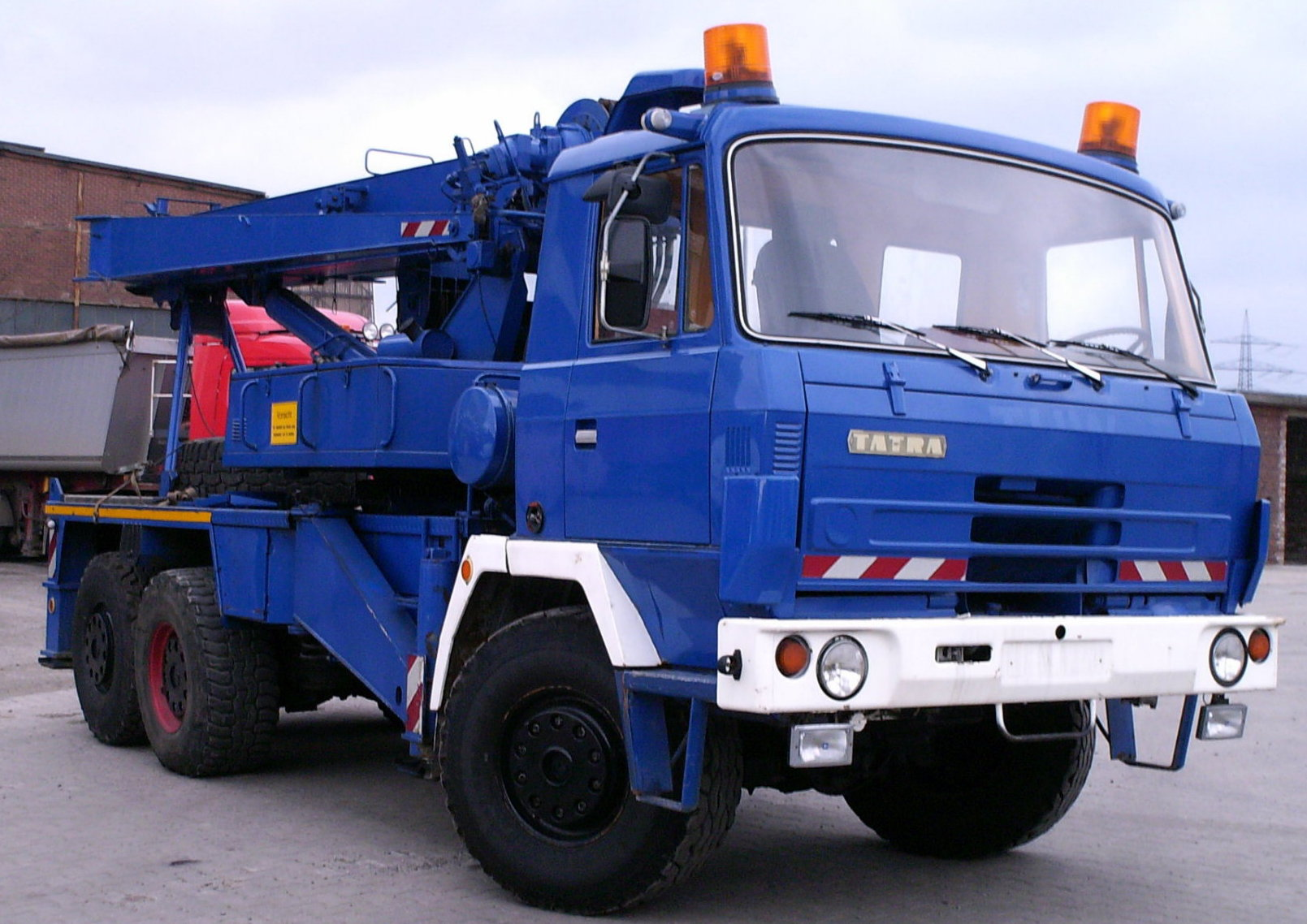
Tatra 815
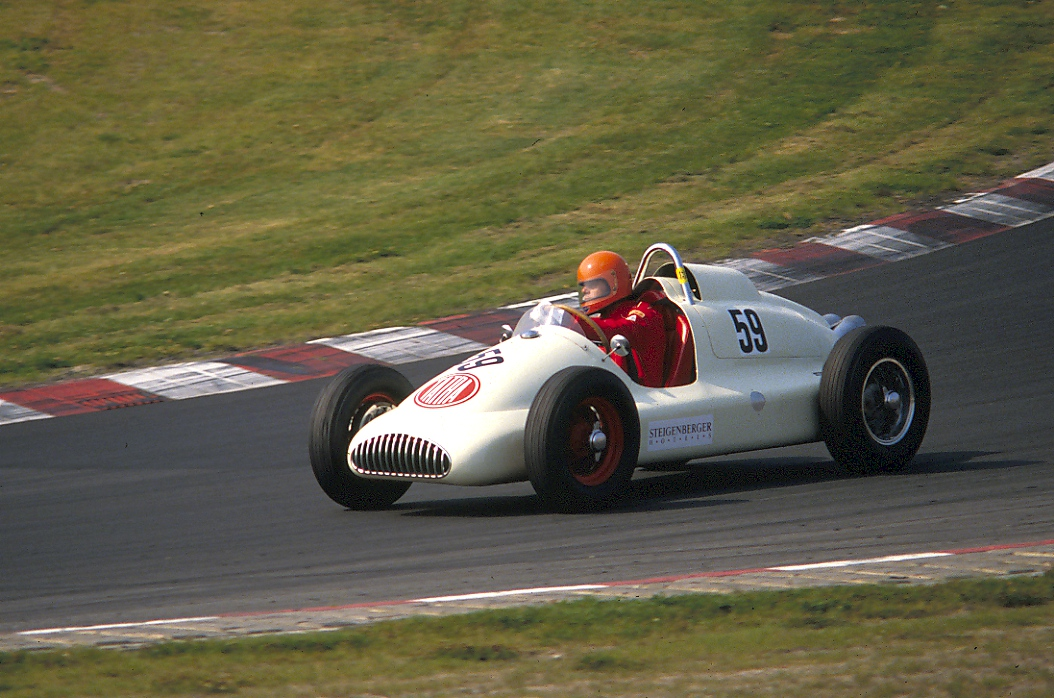
Tatra 607
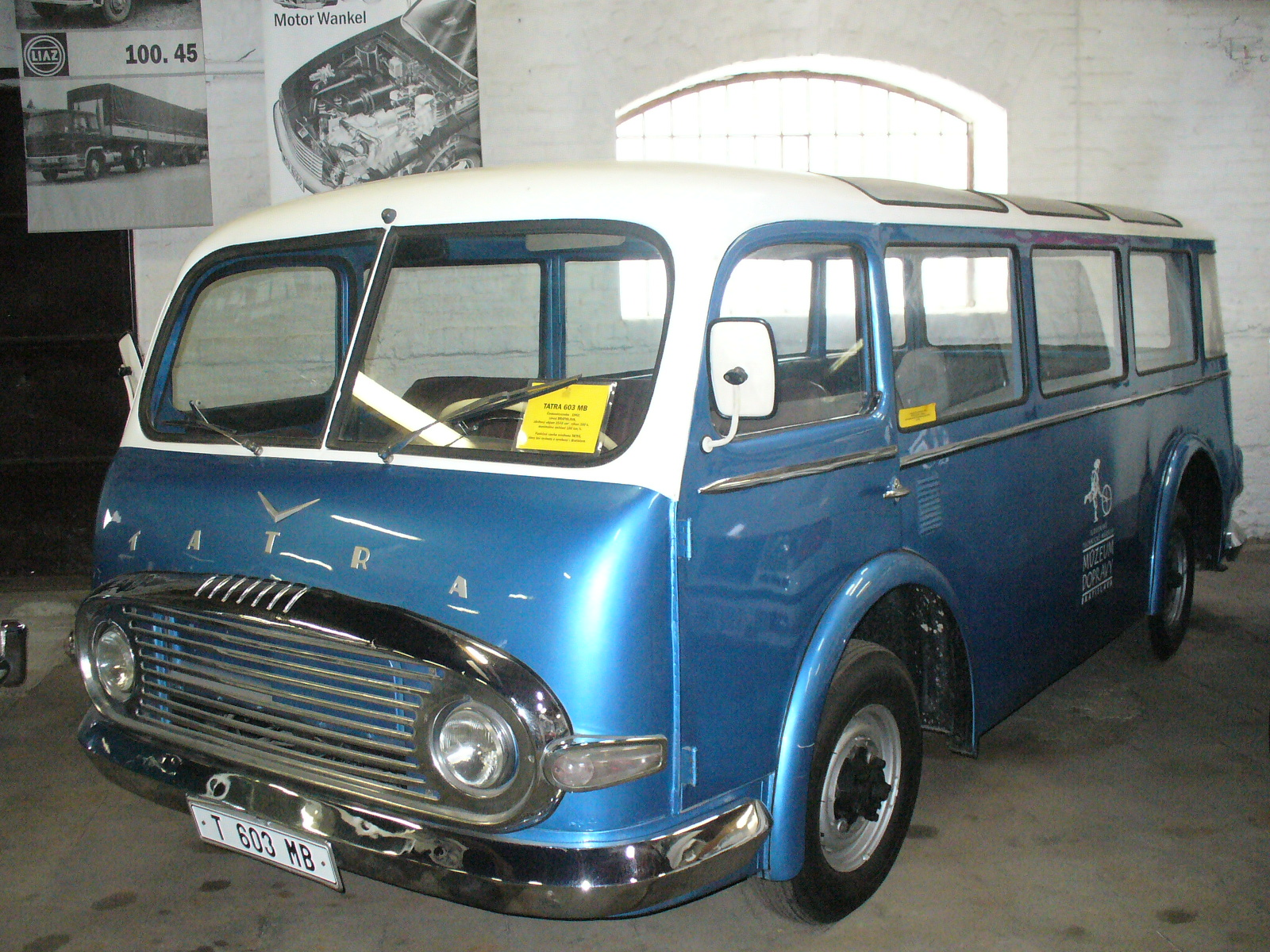
Tatra Mikrobus in Bratislava
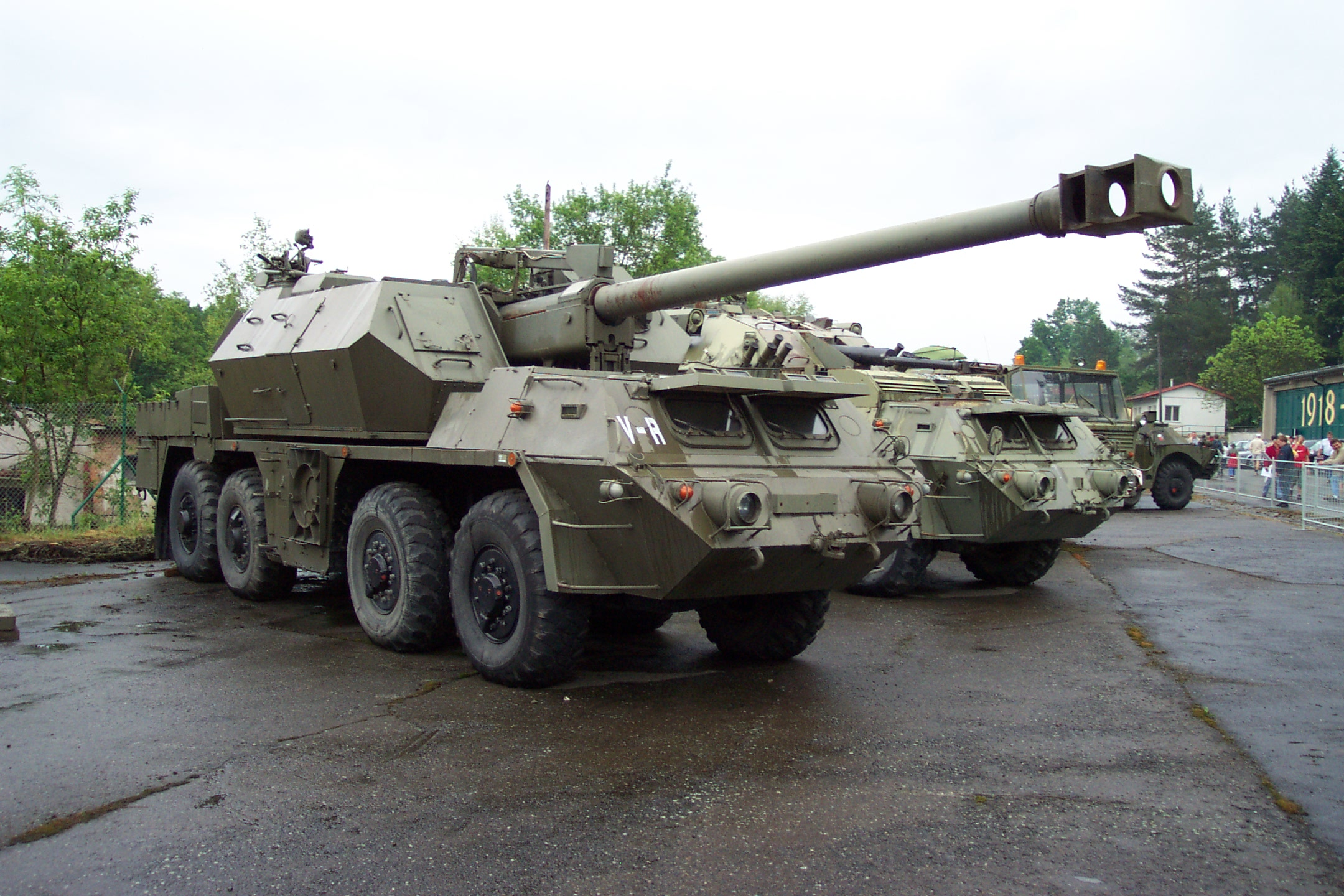
«Дана»